# ANV-Visser Neerlandiaprijs
De ANV-Visser Neerlandiaprijs is een prijs, ingesteld in 1955 door het Algemeen-Nederlands Verbond (ANV). In feite gaat het om jaarlijks toegekende prijzen in verschillende disciplines.
Deze prijs wordt toegekend door gespecialiseerde jury's van het ANV en wordt gefinancierd door het Visser-Neerlandiafonds. Dit fonds is gevormd uit de nalatenschap van mr. Herman Visser, filosoof en jurist. Mr. Visser benam zich in 1943 op 71-jarige leeftijd van het leven; hij wilde het nazi-bewind niet de gelegenheid geven over zijn leven te beschikken. De helft van zijn vermogen heeft hij aan het ANV nagelaten. Uit de opbrengst daarvan kunnen onder bepaalde voorwaarden gelden ter beschikking worden gesteld in de vorm van prijzen, waaronder culturele prijzen en welzijnsprijzen.

## Grote Visser-Neerlandiaprijs voor Nederlands-Vlaamse samenwerking
Het ANV reikte in 2016 eenmalig de Grote Visser-Neerlandiaprijs voor Nederlands-Vlaamse samenwerking uit ter gelegenheid van de herdenking van 200 jaar Verenigd Koninkrijk 1850-1830.
- 2016 - Dorian van der Brempt voor zijn excellente bijdrage aan die samenwerking, als directeur van het Vlaams-Nederlands huis deBuren te Brussel.

## Gelauwerden voor scenario
Sinds 2012 reikt het ANV de Visser-Neerlandiaprijs voor Scenario uit voor een Nederlandstalig scenario voor een nog te produceren speelfilm.
- 2024 - Paul Sin Nam Rigter scenario The Grass Route
- 2023 - Simon Weeda scenario Vuur
- 2022 - Jacqueline Epskamp scenario Hunkering
- 2021 - Jacqueline Epskamp scenario Turks IJs
- 2020 - Olga Ponjee scenario Voortjagers
- 2019 - Matthijs Bockting scenario Hout
- 2018 - Lilian Sijbesma scenario Onder de blote hemel
- 2016 - Eva Cools scenario Cleo
- 2015 - An De Gruyter scenario Magique Mécanique
- 2014 - Ilse Somers en Rik D'hiet scenario From Addis Abeba
- 2013 - Eveline Hagenbeek scenario Rokjesdag
- 2012 - Marnie Blok scenario Nadra

## Gelauwerden voor drama
Sinds 1976 organiseert het ANV elke twee jaar een wedstrijd voor drama. Deze ANV-Visser Neerlandiaprijs Drama wordt afwisselend toegekend aan toneelschrijvers en schrijvers van hoor- en televisiespelen. Sedert 2012 werd deze prijs opgevolgd door de Visser-Neelandiaprijs voor Scenario.
- 2010 - Casper Vandeputte voor Stratosfeer
- 2005 - Fernand Bernauw, Patrick Bernauw en Luc Borms voor Scharpenelle
- 2002 - Haye van der Heyden voor De belofte
- 2000 - Wil Schackmann en Paul Lochtenberg voor Het leven sta je steeds weer van te kijken
- 1998 - Guy Bernaert en Luc van Brussel voor Slotgevallen
- 1996 - Vonne van der Meer voor Besloten kring
- 1994 - Bob vanden Eynde voor Picaturlesk
- 1992 - Jan Harm Dekker voor Locked in
- 1990 - Koen Vermeiren voor De Droomexpres
- 1988 - Haye van der Heyden voor Prambanan
- 1986 - Luisa Treves voor Een gat in de markt
- 1986 - Carel Donck voor Oude Talen
- 1986 - Willem Capteyn voor Otto en Hans
- 1984 - Ger Beukenkamp voor De wisselwoning
- 1984 - Herman Lutgerink voor Vogelvrij
- 1984 - Kees Holierhoek voor Ter dood veroordeeld
- 1982 - Ruud van Gessel voor 1401752
- 1982 - Kees Holierhoek voor Schaduw van het water
- 1982 - Jan Koonings voor Backstage
- 1980 - Rudy Geldhof voor Noch vis noch vlees
- 1980 - Michel Desmyter voor Godsenewarie
- 1980 - Haye van der Heyden voor Drie meisjes, drie jongens
- 1978 - Toos Staalman voor De koning blijft de koning
- 1978 - Paul Vanbossuyt voor Kermis in een straatje
- 1978 - Herman van Winsen voor De lege doos van Pandora
- 1976 - Frits Enk voor Wie ben ik
- 1976 - W.J. Jansen voor De muzenplaag
- 1976 - Nel Bakker voor IJdelheid en zonde
- 1976 - Yvonne Dillen voor Paradiso
- 1976 - Gaston Gheuens voor De kerselaar
- 1976 - H.A. Voet voor De grootste troef
- 1975 - Johan Breedveld voor De man met de snor
- 1975 - Rudolf Bruyn voor Mister International
- 1975 - Willem Capteyn voor Gebroken dienst
- 1975 - Mark Insingel voor Een kring
- 1975 - Toos Staalman voor De sleutel
- 1974 - R.B. Barkman voor De anatomische les
- 1974 - Michel Desmyter voor En dat we toffe jongens zijn
- 1974 - Per Justesen voor De lamp hangt scheef
- 1974 - Lucienne Stassaert voor Best mogelijk
- 1973 - Wim Bischot voor Pro memorie
- 1973 - Anton Quintana voor Het zout der aarde
- 1973 - Theun de Vries voor De weduwen
- 1973 - Elvire Spier voor De nieuwe Adam
- 1973 - André Kuyten voor De huisgenoot
- 1971 - Achilles Gautier voor Het souterrain
- 1971 - Kees Holierhoek voor De kerken van Normandië
- 1971 - J.B. de Kramer voor Half tarwe
- 1970 - Anton Quintana voor De vrouw onder het schavot
- 1970 - Toos Staalman voor Remise
- 1970 - Theun de Vries voor Een god in haar schoot
- 1969 - Gaston Gheuens voor Het recht van de sterkste
- 1969 - Nel Bakker voor Ik ken hem niet ... maar
- 1969 - P.H. Schröder voor De twee Egyptische dieven
- 1969 - Toon Tellegen voor Als moeder ergens ziek van wordt
- 1968 - Oscar Ferket en M. van Cauteren voor Fiësta
- 1968 - Prosper de Smet voor De ondernemingsraad
- 1968 - Georges van Vrekhem voor Dood van 2 dames
- 1968 - Chiem van Houweninge voor Pachacamac
- 1968 - Wim Bischot voor Ratten in Padenghe
- 1968 - H.A. Voet voor Slakken en vrouwen
- 1967 - Manuel van Loggem voor De achtarmige inktvis
- 1967 - Wim Bischot voor Honger van Nasja
- 1967 - Anton Kuyten voor Profeet aan zee of Waar blijft de muziek nou?
- 1967 - J.J. van Herpen voor De griffioen eet cantharellen
- 1966 - Wim Bischot voor Halte Caulaincourt, hotel in Parijs
- 1966 - N. Funke-Bordewijk voor Millicent
- 1966 - P. Piscaer voor De barmhartige zoon
- 1966 - A. Simoens voor Wittebroodseind
- 1965 - Hans Keuls voor Johan van Oldenbarnevelt
- 1965 - Libbe van der Wal voor Schrijven is niet genoeg
- 1965 - Manuel van Loggem voor Jeugdproces
- 1964 - Jef Ceulemans voor De vrouw en ik
- 1964 - J. van Hoek voor Het proces Socrates
- 1964 - Albert Speekaert voor De verworpen hamer
- 1964 - Auke J. Jelsma voor Het geweer
- 1964 - Joana Visser voor Waar is de hemel
- 1964 - Bob Langestraat voor Afwassen
- 1962 - Hella S. Haasse voor Een draad in het donker
- 1961 - Harry Mulisch voor Tanchelijn
- 1961 - Lo van Hensbergen voor Het tuinfeest
- 1960 - Abel Herzberg voor Sauls dood
- 1960 - Jan Staal voor De laatste verlofganger
- 1960 - Cees Nooteboom voor De zwanen van de Theems
- 1958 - Max Croiset voor De medeplichtigen
- 1958 - Abel Herzberg voor Herodes

## Cultuur, welzijn, persoonlijke verdienste
Een prijs uit het fonds van mr. Visser kan ook uitgereikt worden in een van deze drie categorieën.
- Cultuur: Voorgedragen kunnen worden personen en organisaties.

De culturele prijzen beogen het belonen van het bevorderen van geestelijk welzijn in de zin van kunst en (volks)cultuurbeleving in de ruimste zin van het woord. Hierbij moet gedacht worden aan:
- - het stimuleren van de individualiteit van de afzonderlijke persoon in het belang van de gemeenschap;
  - het stimuleren van geestelijk leven en cultuurbeleving in het algemeen;
  - het stimuleren van behoud en ontplooiing van de Nederlandse taal en cultuur;
  - het stimuleren van culturele integratie van Nederlandstaligen en het stimuleren van grensoverschrijdende samenwerking.

Ook beloond kunnen worden initiatieven ten aanzien van nieuwe Nederlandstaligen
- - hoe krijgen zij gevoel voor het Nederlandse cultuurgoed en hoe kunnen zij ons hun culturele erfgoed presenteren.
- Welzijn: Voorgedragen kunnen worden personen en organisaties.

Beloond kunnen worden onderzoek en praktische werkzaamheden die verricht worden ten behoeve van het lichamelijk en geestelijk welzijn. Het bevorderen van welzijn wordt opgevat als het verlichten van lichamelijke en/of geestelijke nood. Ook beloond kunnen worden activiteiten die de maatschappelijke positie van groepen mensen sterker maakt.
- Persoonlijke verdienste: In deze categorie komen in aanmerking individuele jongeren, groepen, klassen en scholen. Dit is dus een beloning van personen die zich belangeloos voor hun medemens of voor de samenleving verdienstelijk hebben gemaakt. Deze verdienste stijgt uit boven wat van hen normalerwijze in hun positie verwacht mag worden.

## Gelauwerden voor cultuur
- Reynaertgenootschap vzw voor voor de onvermoeibare inzet van het genootschap  om de Reynaert te laten leven in het Waasland en daarbuiten en de  wijze waarop het jaarboek Tiecelijn open staat naar, en voor Noord en Zuid.
- 2018 - Raymond Noë voor zijn belangeloze inzet voor gedurende 20 jaar voor het Project Laurens Jz Coster.
- 2017 - Plint omdat de stichting al bijna 40 jaar poëzie en beeldende kunst op een bijzondere manier bij kinderen en volwassenen in Nederland en Vlaanderen brengt.
- 2015 - Das Magazin, "omdat de organisatie op een moderne manier de cultuurbeleving stimuleert".
- 2014 - Camerata Trajectina, omdat zij er gedurende 40 jaar in slaagt een repertoire van onbekende muziek en liederen uit de periode 1550-1700 bekend te maken.
- 2010 - Comité Buitenlands Cultureel Beleid, de prijs van 2007 werd pas in 2010 uitgereikt aan Paul Beugels, voorzitter.
- 2010 - Stichting Vrienden van Onze Taal, voor de wijze waarop het "Genootschap Onze Taal" erin slaagt het onderwerp "taal" in de belangstelling te houden, geïnteresseerden massaal te verenigen, en te informeren.
- 2010 - Luc Famaey, voor het wereldwijd promoten van de muziek van Vlaamse componisten via het platenlabel Phaedra, vooral via de indrukwekkende reeks In Flanders' Fields.
- 2010 - Het cultureel maatschappijkritisch tijdschrift Meervoud, voor de verfrissende kijk op de Vlaamse beweging, en de aandacht voor de maatschappelijke realiteit in Nederland en Europa.
- 2010 - Toneelacademie Maastricht, Maastricht, voor de bijdrage in de culturele samenwerking Nederland-Vlaanderen, onder meer vanwege de regie-opleiding, die in Vlaanderen niet kan worden gevolgd.
- 2010 - De Roets, historische kalender, een weekkalender die wetenswaardigheden verzamelt over de geschiedenis van Vlaanderens markante figuren, plekken en feiten.
- 2011 - Stichting Music Force voor het online-project De tweede wereldoorlog in muziek.
- 2009 - Studiecentrum voor Vlaamse Muziek vzw, Antwerpen, voor de blijvende bescherming van het Vlaams muziekpatrimonium van de negentiende en twintigste eeuw.
- 2009 - Stichting Cornelis Dopper, Mussel, voor de inzet om de werken van de overleden componist uit te geven en te doen uitvoeren.
- 2009 - Nekka vzw, Antwerpen, voor de inzet om het Nederlandstalige lied te ondersteunen en te promoten.
- 2009 - Prof. dr. Arnoud-Jan Bijsterveld, Tilburg, voor het als culturele makelaar grensoverschrijdend bijeenbrengen van vele partijen en het combineren van wetenschappelijk onderzoek met publieksprojecten.
- 2008 - Vlaams Cultureel Kwartier (VCK), Nijmegen, voor de wijze waarop het de Vlaamse cultuur in Nijmegen bekend maakt. Deze prijs is ook mede bedoeld als waardering voor de persoonlijke verdiensten van Bert Vanheste.
- 2008 - De Pacificatielezingen vzw, Gent, voor de wijze waarop deze organisatie reeds 25 jaar lang de lezingen organiseert, beurtelings in Breda en Gent, waarmee ze de pacificatiegedachte levend houdt.
- 2008 - Euregio Jeugd Orkest (EJO) voor zijn bijna 25 jaar promotie van Vlaamse en Nederlandse componisten en het grensoverschrijdend werken tussen Nederland en Vlaanderen.
- 2007 - Comité Buitenlands Cultureel Beleid voor zijn activiteiten ter bevordering van de samenwerking tussen Nederland en Vlaanderen.
- 2007 - Het Gaston Feremans Fonds voor zijn werk sinds 1996.
- 2006 - Het Europeadecomité Vlaanderen
- 2005 - AVS (Oost-Vlaanderen), Oost-Vlaamse Televisie vzw, Sint-Denijs-Westrem (Gent), voor het brengen van grensoverschrijdend nieuws tussen Oost- en Zeeuws-Vlaanderen
- 2005 - Prof. dr. Frank Willaert, Antwerpen, en Prof. dr. Louis Peter Grijp, Driebergen-Rijsenburg, voor hun inzet voor het middeleeuwse lied
- 2005 - Internationale Vereniging voor Neerlandistiek, Woubrugge, voor hun werk voor de Neerlandistiek in en buiten de Lage Landen
- 2004 - Opbouwwerk IJzerstreek vzw, Veurne, voor de jarenlange inzet, ook over de Franse grens heen
- 2004 - Vlamingen in de wereld, Mechelen, voor de wereldwijde spreiding van de Nederlandse cultuur, en de band van Nederlandssprekenden met hun vaderland
- 2003 - Nederlands-Vlaamse Historische Congressen, Den Haag, voor geschied- en beeldvorming van Nederland en Vlaanderen, en van het ontstaan van de Benelux
- 2003 - Vereniging voor Vlaamse Leerkrachten, Antwerpen, voor vanwege de belangeloze inzet van velen, gericht op samenwerking met Nederland, en ter bevordering van de Nederlandse cultuur
- 2002 - Europees Muziekfestival voor de Jeugd, Neerpelt, voor het sinds 50 jaar jaarlijks organiseren van de culturele manifestatie, die bijdraagt tot Europese verbroedering, en verspreiding van onze taal en cultuur in Europa
- 2002 - Openbare Bibliotheek, Curaçao, voor het reeds meer dan 75 jaar in stand houden van de bibliotheek, en de bevordering van onze taal
- 2002 - Boudewijnschool, Kuurne, en Sint-Bonifatiusschool, Haaksbergen, voor het bijna dertig jaar durende uitwisselingsprogramma voor 11- en 12-jarige leerlingen, binnen het eigen taalgebied
- 2002 - Stichting Culturele Manifestaties N.A.N.A., Nederlandse Antillen, voor het jaarlijkse Kinderboekenfestival, en de aanwakkering van belangstelling voor onze taal en cultuur bij jonge kinderen
- 2002 - Stichting Toernooi der Lage Landen, Elsloo, voor het reeds 50 jaar lang organiseren van dit jaarlijks toernooi voor amateurtoneel
- 2002 - Vlaamse Club voor Kunsten, Wetenschappen en Letteren, Brussel, voor de bijdrage aan de Vlaamse aanwezigheid, en aan de uitstraling van onze taal en cultuur
- 2001 - vzw EUVO, Wierre-Effroy (Frankrijk) (Heinfriedswilder), voor inzet om het Nederlands in Frans-Vlaanderen te bevorderen, en in het straatbeeld te integreren
- 2001 - Musica Nova, Boom, en Onze-Lieve-Vrouwkoor Mechelen, voor het buitengewoon hoog artistiek en muzikaal niveau
- 2001 - Nicoline van der Sijs, Utrecht, voor het toegankelijk maken van historische teksten voor een breder publiek
- 2001 - Vereniging Algemeen Nederlands, Brugge, voor een halve eeuw inzet voor goed Nederlands in België
- 2001 - Tijdschrift Volkskunde, Brussel, voor het reeds 100 jaar verspreiden van gedegen wetenschappelijk werk met Nederlands-Vlaams karakter
- 2000 - Museum voor Hedendaagse Kunst (MUHKA), Antwerpen, voor voortdurende inzet voor de culturele integratie van Vlaanderen en Nederland, en promotie van Nederlandse kunst
- 1999 - Joke van den Brandt, Antwerpen, voor pionierswerk op haar terrein: de kunst van het kalligraferen, gepropageerd door de vereniging Kalligrafia
- 1999 - Mevrouw J.M. Basson, Noorder Paarl, Zuid-Afrika, voor het bijzondere project Afrikaans Geletterdheidsprogram, ter bevordering van het Afrikaans
- 1999 - Initiatiefgroep Frans-Vlaamse Veertiendaagse, Nieuwpoort, voor het reeds 25 jaar organiseren van dit evenement, met grensoverschrijdend en massaal succes
- 1999 - Vlaams Komitee voor Brussel, Brussel, voor het tientallen jaren ijveren voor de rechten van Vlamingen, het behoud van de Nederlandse taal en gemeenschap, en voor het uitgeven van "De Brusselse Post"
- 1998 - Tijdschrift Wetenschappelijke Tijdingen, Gent, voor de wetenschappelijke behandeling van de Vlaamse Beweging, en de bevordering van vernederlandsing van hoger onderwijs en wetenschap
- 1997 - Wilken Engelbrecht, Olomouc, Tsjechië, voor een bovenmatige inspanning ten behoeve van onze taal en cultuur
- 1997 - Tijdschrift De Nieuwe Amsterdammer, New York, voor het verbinden van Nederlandssprekenden in de VS en Canada
- 1997 - Willem de Zwijgerstichting, Kaapstad, voor de inzet voor de integratie van Nederland en Vlaanderen, en voor de recente samenwerking met Zuid-Afrika
- 1996 - Documentatiecentrum L.P. Boon, Wilrijk, voor het bevorderen van de studie van Boons werk vanuit Europees perspectief
- 1996 - Gewestelijke VVV De Voerstreek, 's Gravenvoeren, voor jarenlange inzet voor het behoud van het historisch patrimonium, en de culturele bloei van de Nederlandstalige gemeenschap in de streek
- 1996 - Tine Ruysschaert, De Pinte, voor haar grote verdienste voor onze taal en cultuur gedurende vele jaren.
- 1995 - "De Zes", Komitee der Randgemeenten, Wezembeek-Oppem, voor bijzondere verdiensten voor onze cultuurgemeenschap in en rond Brussel
- 1995 - Het Komitee voor Nederlands Onderwijs en Kultuur in het Komense, Komen, voor de Vlaamse school in Komen
- 1994 - Stichting Schone Kunsten Rond 1900, Leidschendam, voor meer dan 30 jaar vrijwilligerswerk inzake de opbouw van een kunstcollectie
- 1993 - Werkgroep Westhoek/Zuid-West-Beveland, Veurne, voor jarenlange grensoverschrijdende contacten
- 1993 - Toernooi der Lage Landen, Elsloo, voor het organiseren van 40 amateurtoneel-toernooien voor Nederland en Vlaanderen
- 1992 - Institut Néerlandais, Parijs, voor bijzondere inzet voor Nederlandse taal- en cultuurgemeenschap
- 1991 - Prof. dr. S. Predota, Wroclaw (Polen), voor zijn inspanningen om in Polen de Nederlandse taal en cultuur te verbreiden
- 1991 - Poetry International voor Nederlandse en Vlaamse poëzie, Den Haag
- 1990 - Dr. P. Van Peteghem, Nijmegen, voor zijn proefschrift over de Raad van Vlaanderen en staatsvorming onder Karel V
- 1989 - Cultureel Centrum van de Rijksuniversiteit Gent, Gent, voor de uitgave van journalistiek werk van Karel van de Woestijne in de NRC van 1909-1929
- 1989 - Vereniging Zannekin, Ieper, voor inzet voor onze taal- en cultuurgemeenschap in de ons omringende grensgebieden
- 1986 - Stichting Vlaams Instituut voor Natuurbeheer, Antwerpen, voor het herdenkingsboek over de Staatse en Spaanse versterkingen uit de 80-jarige oorlog, gelegen in het Zeeuws-Vlaamse grensgebied.
- 1983 - Centre d'animation en langues, Braine-le-Comte ('s Gravenbrakel), voor de belangrijke bijdrage tot een betere verstandhouding tussen Wallonië en de Nederlandstalige gemeenschap
- 1981 - Algemeen-Nederlands Congres vzw, voor de organisatie van het 38ste Algemeen-Nederlands Congres
- 1979 - Culturele Raad Limburg, Maastricht, voor inzet voor verspreiding van de Nederlandse cultuur, het ijveren voor culturele integratie tussen Noord en Zuid, en bevorderen van grensoverschrijdende activiteiten
- 1979 - Stichting Zuid-Nederlandse ontmoetingen, Eindhoven, voor uitwisseling van kennis over hedendaagse beeldende kunst in Vlaanderen en Nederland
- 1979 - Gazette van Detroit, Detroit (VS), voor de binding gelegd tussen Vlamingen in de VS en hun cultuur van herkomst, en voor getoond idealisme
- 1979 - Wandelhemen vzw, Mechelen, voor bevorderen van uitwisseling van jongeren uit Vlaanderen en Nederland, zonder winstbejag
- 1979 - Stichting Artis Causa vzw, Brussel, voor het bevorderen van het Nederlandstalig artistiek leven in Brussel
- 1977 - Centre d'animation culturelle en langues germaniques, Braine-le-Comte ('s Gravenbrakel), voor de inspanning voor het onderwijs in de Nederlandse taal
- 1977 - Noord-Zuid Contactcentrum Volksontwikkeling, Den Haag, voor het ijveren voor overleg tussen de Nederlandse en Vlaamse vormings- en ontwikkelingsorganisaties
- 1977 - Stichting Toernooi der lage landen, Mheer, voor het gedurende 25 jaar bevorderen van amateurtoneel in de Nederlanden
- 1977 - Brusselse Post, Brussel, voor een kwart eeuw werk in het belang van het Vlaamse cultureel leven en onderwijs in Brussel
- 1977 - Comité Amateurtoneel België-Nederland, Moordrecht, voor de bijdrage aan de integratie Noord-Zuid van het amateurtoneel
- 1977 - Stichting Delta Cultureel, Veere, voor het geven van een nieuwe, eigentijdse toekomst aan de Grote Kerk van Veere
- 1975 - Algemeen Nederlands Zangverbond vzw, Antwerpen, voor het verwezenlijken van NEKKA-project in Nederland
- 1975 - BAND, organisatie van en voor Vlamingen in Wallonië, Annevoie, voor het vestigen van een bibliotheek en een discotheek
- 1975 - Commissie van beheer van het archief van prof. P. Geyl, Utrecht, voor het uitgeven van de correspondentie van P. Geyl in het kader van de Vlaamse en Groot-Nederlandse beweging
- 1975 - Cultureel Jongeren Paspoort vzw, Brussel, voor het aanleggen van documentatie, en het verzorgen van informatie
- 1975 - Komitee voor Frans-Vlaanderen, Waregem, voor het organiseren van de cultuurdagen van Ekelsbeke (Fr) en de vrije cursussen Nederlands in Frans-Vlaanderen
- 1975 - Stichting Literaire Dagen, Eindhoven, voor het bevorderen van creatief gebruik van het Nederlands in Noord en Zuid
- 1975 - Vormingscentrum Rooierheide vzw, Diepenbeek, voor technische apparatuur voor het geven van cursussen vormingswerk
- 1975 - Vriendenkring van het Komense, Komen, voor Vlaams onderwijs en ontwikkelingswerk ter plaatse
- 1975 - Dr. Winand Roukensfonds, Maastricht-Valkenburg, voor bevorderen van de studie van volkscultuur in beide Limburgen en omgeving
- 1973 - Openbare Afrikaans-Nederlandse Boekerij (ANV), Kaapstad, voor modernisering van de inrichting
- 1973 - België in de wereld vzw, Brussel, voor een reeks boeken over de historische en internationale dimensie van Vlaanderen
- 1973 - Stichting Fryske Akademy, Leeuwarden, voor realisatie van Groot Woordenboek der Friese Taal - Great Wurdboek fan de Fryske tael
- 1973 - Rob-Roemans-Stichting, Antwerpen, als aanloopsubsidie om in de Bibliografie van de Vlaamse tijdschriften ook Noord-Nederlandse literaire tijdschriften op te nemen
- 1973 - Verbond van het Vlaams Overheidspersoneel (VVO), Brussel, voor de behartiging van de Nederlandse cultuurgemeenschap in de openbare diensten
- 1973 - Stichting Het Groot-Limburgs Toneel, Maastricht-Hasselt, voor de eerste verwezenlijking van de culturele integratie tussen Noord en Zuid op het terrein van het beroepstoneel
- 1973 - Hans Schouwman Stichting, Den Haag, voor verantwoorde musicologische historische uitgaven
- 1973 - Stichting 'Op Roakeldais', Warffum, voor sociaal cultureel werk ter ontwikkeling van Noord-Groningen
- 1971 - Werkgroep voor Hoger Onderwijs in Belgisch en Nederlands Limburg, Maastricht, voor meer bekendmaking van het streven van de werkgroep
- 1970 - Werkcommissie van hoogleraren en lectoren in de Neerlandistiek aan buitenlandse universiteiten, Den Haag, voor de te stichten Internationale Vereniging voor Neerlandistiek
- 1970 - Moderne Bibliotheek vzw, Brussel, voor de op te richten derde bibliotheek te Brussel in samenwerking met de Willemsfondsbibliotheek
- 1970 - Nederlands Cultuurhistorisch Instituut aan de Universiteit van Petoria, voor het aanschaffen van cultuurhistorische werken
- 1970 - Stichting Internationale School voor Wijsbegeerte te Amersfoort, Leusden, voor de verbetering van de aula
- 1969 - Hermanus van Tongerenstichting, Amsterdam, voor een overhead-projector met vermenigvuldig-apparaat
- 1969 - Opbouwwerk Heuvelland, Kemmel, voor het jeugdatelier in het te bouwen jeugdhuis
- 1969 - Eduard van Beinumstichting, Breukelen, voor activiteiten, waaronder het organiseren van een zes weken durende bijeenkomst van jonge studerende Nederlandse en Vlaamse musici
- 1969 - Internationaal Van Gogh-archief, Antwerpen, voor de uitbouw van dit archief
- 1968 - Stichting Vlaams Festival Eindhoven, Eindhoven, als aanloopsubsidie voor deze stichting
- 1968 - Centraal secretariaat der Vlaamse verenigingen van Etterbeek, Etterbeek, voor de organisatie en het maandblad "Eigen Leven"
- 1968 - Kunst- en Cultuurverbond vzw, Brussel, voor Nederlandse dagen in het Paleis voor Schone Kunsten te Brussel van 15 mei tot 10 juni 1968
- 1968 - Stichting Nederlands Letterkundig Museum en Documentatiecentrum, Den Haag, voor de uitgave van de periodiek "Achter het boek"
- 1968 - Nederlandse Stichting Jan van Riebeeckhuis, Culemborg, voor een 17e-eeuws kunst- of ander voorwerp in het gerestaureerde Van Riebeeckhuis
- 1968 - Nederlandse Vereniging voor Volkszang, Den Haag, voor het maken van een grammofoonplaat, gratis uit te reiken op scholen
- 1967 - Maandblad Neerlandia, Den Haag, voor uitbreiding van de verspreiding van dit blad
- 1967 - Bestendige Commissie voor de Nederlandse Congressen, Rotterdam, voor het houden van het 37e Nederlands Congres in 1967
- 1967 - Nederlands Cultuur- en Contactcentrum, Brussel, voor de opbouw van een Nederlands cultuurcentrum in Brussel
- 1967 - Stichting voor de culturele integratie Noord en Zuid, Brussel, voor de inrichting van het bureau
- 1967 - "De Post van Holland", maandblad van de "Nederlandse Bond in Duitsland", als steun voor dit blad
- 1967 - Koninklijke Maatschappij "De Melomanen", Gent, voor de organisatie van de dr. J.O. De Gruyter-wedstrijden
- 1966 - Dr. R. Lubbers, Rotterdam, voor de uitgave van een proefschrift,verlucht met kleurenreproducties
- 1966 - Afrikaans-Nederlandse Boekerij en Leeskamer, Kaapstad, voor de inrichtingskosten van een nieuwe bibliotheek
- 1966 - Instituut Film en Jeugd, Amsterdam, voor een publicatie over de betekenis van televisieprogramma's voor de jeugd, en een wetenschappelijk kijkersonderzoek
- 1966 - Comité Tournooi der Maasgouwen, Elsloo, voor het belichtingsmateriaal en de verwarmingsinstallatie
- 1966 - J. De Maegd, Brussel, voor een keramiekoven en een foto-vergrotingsapparaat in zijn jeugdatelier "Windekind" te Brussel
- 1966 - Het Nederlands Kamertoneel, Antwerpen, voor de kosten van het toneelgezelschap
- 1965 - Vereniging "De Vrienden van Veere, Veere, voor herstel van oudheidkundige objecten
- 1965 - Volkshogeschool De Blankaart, Woumen, voor leermiddelen ten dienste van het volkshogeschoolwerk
- 1964 - Stichting "Groot-Kempische Cultuurdagen", Hilvarenbeek, voor inzet voor de kunst in Noord-Brabant en Noord-België
- 1964 - Komitee voor Frans-Vlaanderen, Kortrijk, voor leergangen en culturele manifestaties ter handhaving van onze taal en cultuur in Frans-Vlaanderen
- vervolg komt later...

## Gelauwerden voor muziek
- 2010 - Geert D'hollander, Brugge, voor zijn beiaardcompositie Ciacona, gecomponeerd n.a.v. het 500-jarig bestaan van de beiaard.
- 2003 - André Laporte, Ottenburg (Huldenberg), voor de kwaliteit van zijn gehele oeuvre.
- 2003 - Jeff Hamburg, Amsterdam, voor de kwaliteit van zijn gehele oeuvre.
- 2000 - Robert Heppener, Vijlen, voor de kwaliteit van zijn gehele oeuvre als componist en zijn inzet voor de hedendaagse muziek.
- 1999 - Peter-Jan Wagemans, Dordrecht, voor de kwaliteit van zijn gehele oeuvre als componist en zijn inzet voor de hedendaagse muziek.
- 1999 - Lucien Goethals, voor de kwaliteit van zijn gehele oeuvre als componist en zijn inzet voor de hedendaagse muziek.
- 1999 - Roland Coryn, Harelbeke, voor zijn inzet en zijn totale oeuvre als componist.
- 1995 - Vic Nees, Mechelen, voor zijn totale oeuvre als componist, en zijn inzet voor de verspreiding van Vlaamse en Nederlandse muziek.
- 1975 - Willem Strietman, Hilversum, voor zijn liederencyclus Sombra del ensueno.
- 1973 - Louis de Meester, Gent, voor Concertino voor 2 strijkorkesten.
- 1973 - Piet Ketting, Rotterdam, voor Vier gedichten van Martinus Nijhoff voor één zangstem en 15 instrumenten.
- 1971 - Rudolf Escher, Amsterdam, voor Quintetto a fiati.
- 1970 - Renier Van der Velden, Antwerpen, voor Sinfonietta voor orkest.
- 1970 - Louis de Meester, Gent, voor Marine voor symfonieorkest.
- 1970 - Jan Louël, Brussel, voor suite voor fluit, cello, vibrafoon en harp.
- 1970 - Victor Legley, Brussel, voor Musique opus 68 voor twee piano's.
- 1970 - Willem Kersters, Bokrijk-Genk, voor de Vierde symfonie.
- 1970 - Marinus de Jong, Kapellenbos, voor Canciones Mexicanes.
- 1970 - Karel Goeyvaerts, Brussel, voor Parcours voor snaren.
- 1970 - Albert Delvaux, Sint-Niklaas, voor Concerto voor blazers en kamerorkest.
- 1969 - Ton de Leeuw, Hilversum, voor Haiku voor sopraan en orkest.
- 1969 - Ton de Kruyf, Neckarsteinach (Duitsland), voor drie fragmenten uit De blinde Zwemmer voor jeugdkoor en instrumenten.
- 1969 - Hans Henkemans, Bergen, voor Elégies voor 4 fluiten en orkest.
- 1969 - Rudolf Escher, Amsterdam, voor Blaaskwintet.
- 1969 - Jan van Dijk, Tilburg, voor Jardin Public voor fluit en orkest.
- 1969 - Jo van den Booren, 's-Hertogenbosch, voor Estremi voor hobo en strijkers.
- 1967 - Mr. Rob du Bois, Haarlem, voor een Compositie voor 2 violen.
- 1967 - Willem Frederik Bon, Amsterdam, voor een Blaaskwintet.
- 1964 - Paul Christiaan van Westering, Bloemendaal, voor muziek voor kinderliedjes.
- 1964 - Karel Trouw, Amsterdam, voor Matière (Stof), muziek op een liederencyclus.
- 1964 - Bernard Renooij, Den Haag, voor Sinfonia voor jeugdorkest.
- 1964 - Arthur Meulemans, Brussel, voor Conceerto no. 3 voor piano met orkest.
- 1964 - Tera de Marez Oyens, Hilversum, voor muziek op een liederencyclus.
- 1964 - Bram Hijmans, Bilthoven, voor Ouverture voor schoolorkest.
- 1964 - Hans Henkemans, Bergen, voor Sonata voor piano forte.
- 1964 - Gerard Hengeveld, Amsterdam, voor concert voor piano en orkest.
- 1964 - Jaap Geraedts, Den Haag, voor Zeven essays voor piano.
- 1964 - Wil Eisma, Hilversum, voor Sonatine voor fluitsolo.
- 1964 - Carel Brons, Hilversum, voor Serenata voor fluitsolo
- 1964 - Ria Bos-Zoetmulder, Den Haag, voor muziek bij kinderliedjes.
- 1964 - Mr. Rob du Bois, Haarlem, voor muziek voor altblokfluit.
- 1962 - Ary Verhaar, Den Haag, voor zijn strijkkwartet Vivos voco
- 1962 - Oscar van Hemel, Hilversum voor zijn Zesde strijkkwartet
- 1961 - Alexander Voormolen, Den Haag, voor onder andere Three songs on British verse
- 1961 - Herman Strategier, Utrecht, voor onder andere het oratorium Utrechtse Psalm
- 1961 - Jan Mul, Haarlem, voor onder andere Missa Canonica
- 1961 - Guillaume Landré, Amstelveen, voor zijn symfonisch werk.
- 1961 - Marius Flothuis, Amsterdam voor Capriccio voor strijkorkest.
- 1961 - Rudolf Escher voor Nostalgies, een liederencyclus.
- 1961 - Saar Bessum, Rotterdam, voor haar jeugdopera De nieuwe kleren van de keizer.
- 1960 - Ary Verhaar, Den Haag, voor Drie sonates voor piano, opus B
- 1960 - Léon Orthel, Den Haag, voor Tweede symphonie, opus 18
- 1960 - Hans Kox, Apeldoorn, voor Eerste Symphonie"
- 1960 - Dr. Anthon van der Horst, Hilversum, voor Te Deum - 1945
- 1960 - Jan van Dijk, Lekkerkerk, voor Concertino nr. 1 voor piano en orkest
- 1959 - René Peeters, Eisden, voor zijn beiaardcompositie Sarabande met variaties
- 1959 - Bertha Tidema-Wijers, Almelo, voor haar Kleine Suite voor beiaard
- 1959 - Willem Vogel, Amsterdam, voor twee beiaardcomposities
- 1959 - Antoon Verlie, Eigen Brakel, voor de beiaardcompositie Sonatine
- 1959 - Harold C. King, Amsterdam, voor de beiaardcompositie Suite klokmuziek
- 1959 - Gerard Boedijn, Hoorn, voor zijn beiaardcomposities
- 1959 - Jacques Reuland, Almelo, voor de compositie Het woord
- 1959 - Oscar van Hemel, Hilversum, voor de cantate Maria Magdalena
- 1959 - Ernest Willem Mulder, Amsterdam, voor de compositie Vijf geestelijke motetten
- 1958 - Jaap Geraedts, Den Haag, voor zijn blaaskwintet Kleine watermuziek
- 1958 - Hugo Godron, Bussum, voor zijn Sonate voor twee violen en piano
- 1957 - Jan Masséus voor de compositie Gezelle-cyclus
- 1957 - Alexander Voormolen voor het orkestwerk Eline
- 1956 - Vereniging voor Oude Nederlandse Muziek (VONEM), Den Haag, voor het uitgeven van het werk van Willem de Fesch

## Gelauwerden voor welzijn
- 2009 - Gilde Samenspraak, Utrecht, voor de wijze waarop dit project van Gilde Nederland een bijdrage levert aan de integratie van anderstaligen in Nederland.
- 2009 - Arnoud Raskin, Bilzen, voor het initiatief en ontwerp van de 'Mobile School', waarmee hij wereldwijd kansarme kinderen onderricht, en in eigen land mensen sensibiliseert tot inzet voor diegenen die het moeilijk hebben
- 2003 - vzw Brusselse Huisartsenkring, Brussel, voor de goede communicatie tussen patiënten, huisartsen en zorginstellingen
- 1997 - Jostiband Orkest, Zwammerdam, voor meer dan 30 jaar inspanningen van de leiding om met de gehandicapte medemens muzikale presentaties neer te zetten, gekoppeld aan musiceerplezier
- 1997 - Vlaamse Blindenbibliotheek, Brussel, voor jarenlange onbaatzuchtige inzet van vrijwillige medewerkers
- 1996 - Nederlandse Luister- en Braillebibliotheek, Den Haag, voor het grote aantal vrijwilligers in de organisatie
- 1996 - vzw Moeders voor Moeders, Borgerhout, wegens de hulp aan de allerarmsten in de samenleving
- 1994 - Stichting Ayudo Social, Curaçao, voor jarenlange hulp aan de minst bedeelden van het eiland
- 1993 - Zeister Zendingsgenootschap, Zeist, voor 200 jaar cultureel- en welzijnswerk in Suriname
- 1992 - Stichting Vigeta, Halsteren, voor jarenlange verdiensten voor de gehandicapte medemens
- 1992 - Protestants Sociaal Centrum, Antwerpen, voor waardering van het werk ten behoeve van kansarme medemensen
- 1987 - Beweging voor mensen met laag inkomen en kinderen vzw, Gent, voor grote verdiensten ten behoeve van de armsten in onze samenleving
- 1985 - De Wakkere Burger vzw, Brussel, ten behoeve van uitbreiding van documentatiedienst en bibliotheek
- 1984 - Stichting voor Antroposofisch Therapeutische Leef-Werkgemeenschappen 'Gardevias', Eefde, voor de gewaardeerde begeleiding van jongeren, die tijdelijk niet in staat zijn tot een zelfstandig functioneren in de samenleving
- 1981 - Amnesty International, Amsterdam, voor de grote verdiensten bij hulpverlening aan mensen, die ten gevolge van hun politieke overtuiging te lijden hebben
- 1981 - Amnesty International Vlaanderen vzw, Leuven, voor de grote verdiensten bij hulpverlening aan mensen, die ten gevolge van hun politieke overtuiging te lijden hebben
- 1981 - Brusselse Welzijnsraad vzw, Brussel, voor grote verdiensten op sociaal gebied voor de Nederlandstalige gemeenschap
- 1981 - Oikonde vzw, Leuven, voor daadwerkelijke hulpverlening aan jongeren, die in een crisissituatie verkeren
- 1981 - Stichting De Regenboog, Amsterdam, voor initiatieven ten behoeve van mensen die verslaafd zijn
- 1979 - Stichting 'Monnikenheide', Zoersel, voor het organiseren van een 'kort-verblijf', een nieuw initiatief ten behoeve van het geestelijk gehandicapte kind
- 1979 - Stichting Welfarewerk 'De Klimroos', Maarheze/Budel, voor het idealistich en praktisch streven om gehandicapten, die thuis vertoeven, te helpen
- 1977 - Vereniging Vrienden van de Emiliehoeve, Den Haag, voor voorlichting aan, en opvang en genezing van drugsverslaafden
- 1977 - Nederlandse Cystic Fibrosis Stichting, Leusden, voor de voorlichting aan patiënten en ouders en allen die met die ziekte te maken hebben
- 1977 - Vrouwen Overlegkomitee, Antwerpen, voor coördinerend en inspirerend werk op het terrein van de vrouwenemancipatie, met eerbiediging van de ideologische verscheidenheid
- 1975 - Tele-Onthaal vzw, Antwerpen, voor het bevorderen van de samenwerking tussen professionele en vrijwillige werkers, die zich bezighouden met het begeleiden van personen, die een zelfmoordpoging ondernamen, en om wetenschappelijk onderzoek mogelijk te maken in verband met die begeleiding
- 1975 - Stichting Adullam, Den Haag, voor het verbouwen en uitbreiden van het dagverblijf in het tehuis
- 1975 - Stichting M.G.M. (Medeleven Gedupeerden t.g.v. Misdrijf), Den Haag, voor uitbreiding van de financiële hulp aan slachtoffers van geweldmisdrijven
- 1975 - Centrum voor Natuurbeschermingsedukatie vzw, Antwerpen, voor het vernieuwen van een reizende milieutentoonstelling
- 1973 - Stichting 'Beter met Max', Amsterdam, voor het menslievende werk van deze stichting
- 1973 - Limburgs Ontvangst-, Observatie-, en Behandelingscentrum 'Bethanië' vzw, Genk, voor uitbreiding van therapeutisch materiaal
- 1973 - 'Het Kompas' vzw, Boechout, voor het inrichten van een sportzaaltje
- 1973 - Stichting Haags Fonds voor het Gebrekkige Kind, Den Haag, voor het aanschaffen van een aantal rolstoelen voor de Stichting Mytylvormingscentrum
- 1973 - Landelijke Vereniging tot Behoud van de Waddenzee, Harlingen, voor het uitgeven van een gratis brochure over milieubehoud voor jongeren
- 1973 - Vereniging voor Heilpedagogie, Zeist, voor steun bij een experimenteel project in Zonnehuis 'Zeeland'
- 1971 - Nederlandse Multiple Sclerose Stichting, Geldrop, voor voorlichting en raad betreffende de ziekte
- 1971 - Nederlandse Vereniging van Suikerzieken, Den Haag, voor het aanschaffen van een 16mm filmprojector ter voorlichting in de afdelingen van de vereniging
- 1971 - Vlaams Onderwijscentrum Brussel vzw, Brussel, voor de inrichting van een bijkomend kinderdagverblijf
- 1970 - Psychotherapeutisch centrum 'De Viersprong', Halsteren, voor een TV-circuit met ampex
- 1970 - Behandelingscentrum voor spastische kinderen, Antwerpen, voor uitbreiding van de paramedische apparatuur
- 1970 - Onthaaltehuis voor Turkse gastarbeiders en hun gezinnen vzw, Gent, voor het veilig stellen van de leefbaarheid van het tehuis
- 1970 - West-Vlaams Observatie- en Therapeutisch Centrum 'De Berkjes' vzw, Sint-Michiels-Brugge, voor het aanschaffen van materiaal en apparatuur voor psychologisch onderzoek
- 1970 - Werkgroep Westrand Brussel, Dilbeek, voor het stimuleren van de opbouwgedachte
- 1969 - Medisch-pedagogisch instituut 'Broeders van Liefde', Sint-Job-in-'t-Goor, voor het aanschaffen van paramedische installaties en apparaten
- 1969 - Levensvreugde vzw, Aalst, voor het aanschaffen van instrumenten voor de medische afdeling
- 1969 - Landelijke Federatie van de Unie van Vrouwelijke Vrijwilligers, Amsterdam, voor de aankoop van opvouwbare invalidenwagentjes
- 1969 - Stichting Bronlaak, Oploo, voor het aanschaffen van toestellen voor motorische therapie
- 1968 - Opvoedings- en Revalidatiecentrum voor mindervaliden vzw, Dorp nr.2 'Koningin Fabiola, Deurne, voor de oprichting van een tehuis voor alleenstaande geestelijk gestoorden
- 1968 - St.-Gerardus Instituut voor Spastische Kinderen vzw, Diepenbeek, voor de aanschaf van enige rolstoelen
- 1968 - Johannes Stichting 'Maarten-huis', De Koog, voor de kosten van en massagetafel en een speciaal bad
- 1968 - Vereniging voor Heilpedagogie Zonnehuis Stenia, Zeist, voor de nodige verbetering van het gebouw
- 1968 - Stichting 'Centrum voor Jeugdpsychiatrie", tehuis 'Zandwijk', Amersfoort, als bijdrage om dit werk de noodzakelijke uitbreiding te geven
- 1968 - Bond Zonder Naam vzw, Antwerpen, voor de aanschaf van een bestelwagen
- 1968 - Instituut voor de Rjpere Jeugd, Klubhuizen 'De Arend' en 'De Zeemeeuw', Rotterdam, voor verbetering van de toneelaccommodatie
- 1968 - Jeugdclubs vzw, Gent, voor de inrichting van een eigen clublokaal tot vrijetijdsbesteding voor lichamelijk gehandicapten
- 1968 - Vereniging voor de Haagse Jeugd 'Clubhuizen de Mussen', Den Haag, voor de aanschaf van en pottenbakkersoven
- 1968 - Federatie van Telefonische Hulpdiensten in Nederland, Rotterdam, voor het uitgeven van een instructieboekje
- 1968 - Teledienst vzw, Brugge, voor een bureau-uitrusting
- 1968 - Vereniging 'Tehuizen voor werkende meisjes', Amsterdam, voor vernieuwing van een keukeninrichting
- 1968 - Stichting voor sociale Heilpedagogie, Instituut 'De Arend, Schoorl, voor de aanschaf van een koelkast en een wasmachine
- 1967 - Instituut Ganspoel, Huldenberg, voor vernieuwing van de inrichting van deze instelling voor slechtziende en blinde kinderen
- 1967 - J.P. Heijestichting, Oosterbeek, voor de inrichting van de 'spelkamer' en de aanschaf van paramedische instrumenten
- 1967 - Algemeen Verbond voor Kinderbescherming, Utrecht, voor wetenschappelijk onderzoek naar de situatie van het kind in het pleeggezin
- 1967 - Stichting Huize Thomas, Rotterdam, voor de aanschaf van lieren en blokfluiten voor eurythmie en muziektherapie
- 1967 - De Wase Werkplaats vzw, Sint-Niklaas, voor het inrichten van een beschutte werkplaats
- 1967 - Stichting Huize Christina, Sint-Niklaas, voor de vernieuwing van het meubilair in het bestaande tehuis
- 1967 - Christelijke Vereniging 'Ons Kinderhuis', Genk, voor de inrichting van vijf kamers in het nieuwe tehuis
- 1967 - C. De Sweemer, Gent, voor haar filantropisch werk voor Tibetaanse meisjes
- 1967 - Vereniging 'Kinderhulp' voor Rotterdam en omstreken, Rotterdam, voor uitbreiding van het werk
- 1967 - Rector G.H. Snijders van Huize 'Nazareth', Venlo, voor een aantal speelwerktuigen in de tuin
- 1967 - Stichting Sociale Belangen Surinamers, Rotterdam, voor de exploitatie van het reeds bestaande informatiebureau
- 1967 - De heer en mw. De Wit, Babiloniënbroek, voor de bouw van een speelserre in de boerderij waar een aantal kinderen door hen wordt opgevoed
- 1966 - Medisch-Pedagogisch Instituut 'Sint Jozef', Zwijnaarde, voor een frees- en boormachine
- 1966 - Nederlands Invaliden Sportbond, Amsterdam, voor de aanschaf van sportrolstoelen
- 1966 - Hermann Simon Stichting, Den Haag, voor het verder op gang brengen van het clubwerk
- 1966 - Stichting ter bevordering van Hygiënische Gewoonten, Den Haag, voor aanschaf van moderne voorlichtingsapparatuur
- 1966 - Vereniging 'Visserstehuis De Bolle', Oostende, voor de inrichting van het tehuis
- 1966 - Vereniging Weldadigheidswerk en Jeugdzorg der Adventkerk, Den Haag, voor haar kindertehuis 'Zonheuvel' te Bosch en Duin, gemeente Zeist
- 1966 - A. IJtsma, Chaam, voor zijn vele werkzaamheden tot het aankweken van de geestelijke weerbaarheid bij de jeugd en de volwassenen
- 1965 - Stichting 'De Werkgemeenschap', Huis ter Heide, voor het bouwen van een vleugel aan het tehuis 'Christophorus'
- 1965 - Stichting Nazorg Buitengewoon Lager Onderwijs, Rotterdam, voor bouw en inrichting van een nieuw gebouw
- 1965 - Dominiek Savio (zorginstelling), Gits, voor materiaal voor de behandeling van gehandicapte kinderen
- 1965 - Vereniging Openlucht-Opvoeding, Brasschaat, voor de verder te ontplooien initiatieven
- 1965 - Vereniging De Wiekslag, Hasselt, voor werk ten behoeve van verlaten kinderen
- 1965 - Stichting Ruimte voor de Jeugd, Rotterdam, voor bestudering van het jeugd-sociologisch veldwerk in Zweden
- 1965 - Stichting Casa Cuna Villa Maria, Curaçao, voor de bij de speelplaats behorende overkapping
- 1964 - Stichting Schoolfonds voor Schipperskinderen, Amsterdam, voor hetgeen de Stichting doet voor het geestelijk welzijn der schipperskinderen
- 1964 - Stichting Sportfondsenbad 'Amersfoort', Amersfoort, om aan minvermogenden op medisch advies gratis toegang te kunnen verlenen aan het onlangs gereed gekomen bassin
- 1964 - Koninklijk Instituut van de Broeders van Liefde 'St. Gregorius', Gentbrugge, voor aanschaffing van de benodigde apparatuur voor een audiologisch centrum
- 1964 - Vereniging Licht en Liefde voor onze Blinden, Gent, voor de uitbreiding der 'hoorboekerij' ten dienste van de culturele en professionele behoeften van de blinden
- 1964 - Vereniging voor Jeugdzorg, Wijnegem, voor het werk van deze vereniging en verbetering van de accommodatie der gebouwen
- 1964 - Vereniging Jongenstehuis Pieter Simenon, Donk, voor de meest dringende verbeteringen en aanvullingen in het tehuis
- 1964 - Vereniging Boddaert Tehuizen, Amsterdam, voor als bijdrage om het werk van deze gewaardeerde vereniging te kunnen voortzetten
- 1964 - Kesslerstichting, Den Haag, voor dringende reparaties aan door deze Stichting geëxploiteerde gebouwen
- 1963 - Vereniging Het Nederlandse Blindenwezen, Amsterdam, voor de revalidatie van blinden van alle gezindten
- 1963 - Nederlandse Centrale voor Praktische Werkverruiming en Hulpverlening (Centrale P.H.), Groesbeek, voor de Groesbeekse tehuizen en werkplaatsen en hun inrichting
- 1963 - Didactische Centrale voor Motorisch-gestoorden, Landegem, voor de ontwikkeling van een instrumentarium in het revalidatiecentrum voor spastische kinderen
- 1963 - Stichting Koninklijk Nederlands Geleidehondenfonds, Amsterdam, voor het aanschaffen van geleidehonden voor blinden en het verdere werk van de Stichting
- 1963 - Stichting Jongenstehuizen Ivo Cornelis, Mechelen, voor de opvoeding van en het onderwijs aan familieloze, zedelijk verwaarloosde of sociaal onaangepaste kinderen
- 1963 - Stichting 'Weerbaar en Paraat Limburg', Maastricht, voor het bevorderen van de geestelijke en daadwerkelijke weerbaarheid van het Nederlandse volk in Limburg door het maandblad 'Gong-Limburg'
- 1963 - J.C. Pleysier, Den Haag, voor haar werk ten behoeve van het onderwijs aan de gehandicapte jeugd
- 1962 - Prof. dr. S. van Creveld, Amsterdam, voor de bestrijding der hemofilie
- 1962 - Dr. L.J.N. Kamp, Utrecht, voor de bestudering van de speldiagnostiek, en de studie der methodologische problemen op het gebied van kinderpsychiatrische wetenschap
- 1962 - Stichting 'Geestelijke Hygiëne van het Kind, Rotterdam, voor het onderzoek naar de achtergronden van ontwikkelingsstoornissen en -remmingen bij schoolgaande kinderen
- 1962 - Het hoger Instituut voor Gezinswetenschappen, Brussel, voor arbeid ter oplossing van gezinsproblemen, en ter voorkoming van onmaatschappelijk gedrag onder de opgroeiende jeugd
- 1962 - Stichting 'Kinderverzorging en Oudervoorlichting', Rotterdam, voor de aanschaf van een caravan, ten einde in de nieuwe wijken van Rotterdam te blijven voorzien in de voorlichting aan ouders en opvoeders
- 1962 - Vereniging 'Pro Juventute', Rotterdam, voor haar preventieve, niet justitiële werk, ter voorkoming van onaangepast gedrag bij minderjarigen
- 1962 - Dr. F.H. Glastra van Loon, Wassenaar, voor onderzoek naar medische, psychologische en sociologische factoren en omstandigheden bij aanvragers van een rijbewijs, die herhaalde malen bij het rijexamen zijn afgewezen
- 1961 - Dr. Wouter Lourens Slot-Stichting 'De Dreef', medisch-therapeutisch Instituut, Heerde, voor een betere inrichting van de Stichting 'De Dreef' te Heerde
- 1961 - Stichting Psychologisch Pedagogisch Instituut Amsterdam, Amsterdam, voor haar werk ten behoeve van kinderen met leer- en gedragsmoeilijkheden
- 1960 - Stichting 'Weerbaar en paraat Limburg', Maastricht, voor schoolprijzen tot aanmoediging van goed karakter
- 1960 - Nederlandse Vereniging voor mond- en tandhygiëne 'Het Ivoren Kruis', Rotterdam, voor de speciale voorlichtingsdienst ten gevolge van haar gouden jubileum in 1960
- 1960 - Stichting 'Kinderverzorging en Oudervoorlichting', Rotterdam, voor voortzetting en uitbreiding van haar voortreffelijke arbeid, welke de geestelijke volksgezondheid bevordert
- 1960 - Prof. J.H.P. Jonxis, Groningen, voor voortzetting van de onder zijn leiding verrichte studie over spastische kinderen
- 1959 - Prof. J.H.P. Jonxis, Groningen, voor een in te stellen onderzoek naar de afwijkingen, zoals deze voorkomen bij spastische kinderen
- 1959 - P.S.N. Oost, directeur van de Prins Alexander Stichting, Huis ter Heide, voor de ontwikkeling van het bijzonder onderwijs voor slechtziende kinderen
- 1959 - Mr. dr. N. Muller, algemeen secretaris van het Nederlands Genootschap tot reclassering, Amsterdam, voor doeleinden op het reclasseringsgebied, waarvoor de overheid geen subsidie verleent
- 1959 - Stichting Centerum voor Jeugdpsychiatrie, Utrecht, voor het onderzoek, de opvoeding en behandeling van psychisch gestoorde pubers in huize 'Zandwijk' te Amersfoort
- 1958 - Prof. J.H.P. Jonxis, Groningen, voor een in te stellen onderzoek naar de afwijkingen, zoals deze voorkomen bij spastische kinderen
- 1958 - Dr. H. Frenkel, Amsterdam, voor de door hem bereikte resultaten ter bestrijding van mond-en-klauwzeer met een door hem ontwikkeld en naar hem genoemd vaccin
- 1958 - Stichting voor algemene lichttherapie, Den Haag, voor het bevorderen van deze therapie ter verlichting van het lijden in Nederland, en het voorkomen en bestrijden van ziekten
- 1958 - Rotterdams Medisch Pedagogisch Instituut, Rotterdam, voor psychologisch-pedagogische hulp aan sterk gestoorde kinderen, die elders niet zijn te helpen
- 1956 - Nederlands Verbond 'Pro Juventute', Amsterdam.
- 1956 - Museum voor ouders en voogden, Rotterdam.
- 1955 - Kinderhulp, Amsterdam, voor de bouw en inrichting van een speel- en recreatiezaal in 'De Poort' te Bussum

## Gelauwerden voor persoonlijke verdienste
- 2024 Prof. dr. Lotte Jensen voor haar inzet voor het Nederlands in het hoger onderwijs en verzet tegen de verengelsing in de dagelijkse samenleving[2]
- 2024 - Prof. dr. Herman Van Goethem voor het blijvend onder de aandacht brengen van het lot van Joden, Roma en Sinti in de Tweede Wereldoorlog[2]
- 2023 - Annick Schramme voor de wijze waarop zij een betekenisvolle bijdrage heeft geleverd aan de  Nederlands-Vlaamse samenwerking op wetenschappelijk en cultureel gebied.
- 2023 - Wim van de Donk voor de succesvolle manier waarop u zich als commissaris van de Koningin in  Noord-Brabant heeft ingezet voor de versterking van de samenwerking tussen die  provincie en Vlaanderen.
- 2022 - Frits van Oostrom voor de wijze waarop hij een betekenisvolle bijdrage heeft  geleverd aan de Nederlands-Vlaamse samenwerking op wetenschappelijk  en cultureel gebied en zijn grote invloed op het wetenschappelijke, literaire  en culturele leven in Nederland en Vlaanderen.
- 2022 - Els Witte voor het door haar verrichte wetenschappelijk onderzoek  over het Verenigd Koninkrijk der Nederlanden, haar inzet voor  Nederlands-Vlaamse samenwerking zoals in haar functie als voorzitter  van de Vlaamse openbare omroep en haar inspanningen voor de Nederlandse taal in Brussel en in de wetenschap.
- 2021 - Herman Engels voor voor zijn inzet om de Vlaamse (romantische) klassieke muziek  internationaal te verspreiden waarmee hij een belangrijke rol vervult  om de bekendheid van Vlaamse componisten te vergroten.
- 2020 - Ludo Simons voor de wijze waarop hij een belangrijke bijdrage heeft geleverd aan de culturele integratie van Nederland en Vlaanderen.
- 2020 - Mathieu Daniel Polak voor de wijze waarop hij bijdraagt aan creatieve en innovatieve veranderingen in het beiaardlandschap van de Lage Landen. Met de composities ‘Chag Sameach’ heeft hij de beiaardcultuur een nieuwe dimensie gegeven.
- 2018 - Wim Couwenberg voor zijn inzet voor een nauwe samenwerking van de drie Beneluxlanden, in het bijzonder de Nederlands-Vlaamse betrekkingen.
- 2017 - Rick de Leeuw voor zijn veelzijdige inzet voor de Nederlandse taal en op cultureel gebied, meestal op het terrein van de Nederlands-Vlaamse samenwerking, en zijn belangeloze inzet voor goede doelen in de samenleving.
- 2017 - Frits Spits[3] voor zijn inzet voor de Nederlandse taal gedurende zijn hele carrière.
- 2015 - Wilfried Westerlinck voor zijn jarenlange inzet en doorzettingsvermogen om collega-componisten, uitvoerders en jonge ensembles een waardige plaats te geven op het concertpodium.
- 2015 - Anne Van Raemdonck omdat zij sinds 1986 als docent neerlandistiek aan de universiteit van Barcelona en in Zuid-Europa de neerlandistiek heeft verdedigd.
- 2014 - Dorothea van Zyl voor de manier waarop zij een bijdrage levert aan de bevordering Van de Nederlandse en Afrikaanse taal en cultuur in Zuid-Afrika.
- 2013 - Frans Brüggen voor zijn verdiensten voor de barokmuziek en als beloning van zijn inspanningen die van grote betekenis zijn geweest voor de blokfluit.
- 2013 - Mark Gabriëls voor zijn inzet ten behoeve van het behoud van de Nederlandse taal en de Vlaamse Cultuur in Brussel en de Vlaamse Rand.
- 2012 - Sigiswald Kuijken, voor zijn pioniersrol voor de oorspronkelijke uitvoeringspraktijk van de Franse barokmuziek.
- 2011 - Luc Rombouts, voor zijn onderzoek naar de beiaard dat heeft geresulteerd in zijn boek Zingend Brons: 500 jaar beiaardmuziek in de Lage Landen en de Nieuwe Wereld.
- 2011 - Luc Famaey, voor zijn promotie van de muziek van Vlaamse componisten wereldwijd via zijn platenlabel Phaedra, en meer bepaald de reeks In Flanders' fields.
- 2011 - Isabelle De Smul-Brink voor haar voor de inzet van het Afrikaans in het project Born in Africa en het motiveren van jongeren in Nederland en Vlaanderen om zich in te zetten voor kinderen in sloppenwijken in Zuid-Afrika.
- 2010 - Helen en Tijmen Knecht-Drenth, voor hun inzet voor de bevordering van de kunstbeleving in de samenleving.
- 2010 - Professor Jan Goossens, Genk, hoogleraar in de Nederlandse historische taalkunde, dialectologie en middeleeuwse literatuur te Leuven en Münster, voor zijn toonaangevend wetenschappelijk werk voor het Nederlands en het Limburgs, ook op Europees niveau.
- 2009 - Professor Jerzy Koch, docent Nederlands en Afrikaans, Polen, voor zijn inzet voor onze cultuur in het buitenland.
- 2009 - Kees Holierhoek, Delft, voor zijn inzet voor de belangenbehartiging van drama- en scenarioschrijvers en andere auteurs in Nederland.
- 2005 - Prof. em. dr. Eric Ponette, Herent-Winksele, voor actieve inzet met wetenschappelijk gezag voor Nederlands cultuur
- 2004 - Dr. J.G.C.A. Briels, Tilburg, voor grondig archiefonderzoek over de Zuid-Nederlands emigratie van de zestiende eeuw.
- 2004 - Dr. Michiel van Kempen, Flawinne, voor studies over Surinamistiek, die bijdroegen tot de kwaliteitsverbetering van de literaire productie in Suriname
- 2002 - Dr. A.H. Loor, Paramaribo, voor Surinaamse geschiedschrijving en onderwijs
- 2002 - Richard Celis, Antwerpen, voor culturele verdiensten, en inzet voor de jaarlijkse elfdaagse Vlaanderen-Europa
- 2001 - E.H. Albert Boone S.J., Brussel, voor zijn standaardwerk Het Vlaamse volkslied in Europa.
- 2000 - E.H. Dr. Cyriel Moeyaert, Watou, voor jarenlange inzet voor het Nederlands, ook in Frans-Vlaanderen
- 1999 - Piet Blomme, Deinze, voor zijn inzet voor het Nederlands in de Belgische rechtspraktijk
- 1999 - Frans Debrabandere, Brugge, voor jarenlange inzet voor het Nederlands
- 1999 - Zuster Leontine, Brussel, voor haar ijver voor de palliatieve zorg in Vlaanderen
- 1997 - E.P. Johan Leman, Brussel, voor zijn strijd voor verdraagzaamheid en gelijke kansen, en tegen het racisme
- 1997 - Dr. Paul De Ridder, Brussel, voor verdiensten voor welzijnswerk, het Nederlands, en het herstel van het sociale weefsel in Brussel
- 1997 - J.B. Voet, Oostzaan, voor zijn initiatief voor de amateur-sterrenwacht aldaar
- 1996 - J.P. Giesen, Meersen, voor grote culturele verdiensten in Limburg en (inter)nationaal
- 1996 - Liesbeth List en Robert Long voor vele verdiensten voor het Nederlandstalig lied
- 1996 - Frits Niessen, Raamsdonk, voor Nederlandse culturele- en taalverdiensten
- 1995 - Willem Vermandere, Steenkerke, voor zijn artistieke bijdrage tot een harmonieuze samenleving, en een volwaardige Noord-Zuid-integratie
- 1993 - Frater J. Bossaert, Nijmegen, voor zijn jarenlange leiding van de Westerhelling, het trefpunt voor alle kunstliefhebbers.
- 1991 - Phil Bosmans, Antwerpen, voor zijn welzijnswerk in Vlaanderen en de Bond zonder Naam
- 1991 - G. Kolder-de Graaf, Landsmeer, voor 35 jaar lokaal jeugd- en jongerenwerk
- 1991 - G. Looyen, Mülheim-Ruhr (Duitsland) voor meer dan 40 jaar inzet voor Nederlanders in Duitsland
- 1990 - T.M. Saal-Zuurveen, Winsum, voor haar initiatief en inspanningen voor een museum voor het kinderboek
- 1990 - Echtpaar A. Doornbosch, Hilversum, voor 30 jaar produceren van het radioprogramma Onder de Groene Linde (oude volksliedjes)
- 1989 - L.M.H. Boon-Van Zele, Den Haag, voor het blad Moesson, een unicum in de Nederlands-Indische gemeenschap.
- 1989 - H. Combecher, Kerkrade, voor zijn werk voor het Nederlands in Duitsland
- 1989 - L. Davids, Antwerpen, voor zijn werk voor het Nederlands binnen de Joodse gemeenschap.
- 1988 - Prof. dr. K.R.G. Worgt, Leipzig (Duitsland) voor zijn bijzondere verdiensten voor de Nederlandse gemeenschap
- 1987 - E.H.Jean-Pierre Goetghebuer, Zwijnaarde, voor zijn inzet voor de gehandicapte medemens
- 1986 - J.L. Heldring, Leidschendam, voor verdiensten voor de Nederlandse taal en cultuur
- 1986 - J. Kempen, Wachtberg-Pech (Duitsland) voor zijn inzet voor het vak Nederlands in de Duitse scholen
- 1984 - Ida Vos-van der Bos, Pesse, voor verdiensten ten behoeve van het gehandicapte kind
- 1981 - Echtpaar Van den Brekel, Hoensbroek, voor hun inzet voor de medische nood in Malawi
- 1981 - Maurits van Haegendoren, Heverlee, voor zijn ijver voor de samenwerking van Noord en Zuid.
- 1981 - L. 't Hart-Godlieb, Pieterburen, voor de bescherming van de bedreigde zeehonden
- 1981 - Zuster E. van den Mast, Den Haag, voor hulpverlening aan mensen uit alle sociale lagen
- 1981 - Clem De Ridder, ere-voorzitter van het Davidsfonds, Heverlee, voor zijn inspanningen voor de Vlaamse gemeenschap
- 1979 - Alfred Mozer, Hoog-Keppel, voor zijn bijdrage voor een beter begrip in een Verenigd Europa
- 1979 - T.A.van Kooten, Amsterdam, voor een doorgedreven studie onder zeer moeilijke omstandigheden
- 1979 - J.M. Jonkers-van de Kragt, Amsterdam, voor haar streven voor gezinsvervangende verzorging van gehandicapten buiten inrichtingen
- 1979 - C. Taccoen, Bailleul, en Jacques Fermaut, Bierne par Bergues (Frankrijk),voor hun in stand houden van en getuigen voor hun culturele Nederlandse identiteit in Frans-Vlaanderen.
- 1977 - Echtpaar Hekman-Damstra, Velsen, voor hun belangeloos werk voor de mens in nood.
- 1977 - J.J. Dondorp, Hilversum, voor zijn toewijding aan geestelijk gehandicapte kinderen en hun ouders
- 1977 - Drs. Jozef Van Overstraeten, stichter-ere-voorzitter van de VTB-VAB, Aalst, voor zijn strijd voor de Vlaamse beweging, en de Nederlandse integratie
- 1977 - G. Spittael, Eeklo, voor het bevorderen van wereldvrede en verzoening
- 1975 - I. Alten, Amsterdam, voor haar inzet voor de kinderbescherming
- 1975 - Bert Garthoff, Loosdrecht, voor het verbreiden van kennis en liefde voor de levende natuur
- 1975 - Emiel Van Hemeldonck, auteur, Vosselaar, voor zijn aandeel in de culturele integratie van Noord en Zuid, in het bijzonder in de Kempen.
- 1975 - Ton Koot, Amsterdam, voor zijn strijd voor het behoud van steden- en landschapsschoon.
- 1975 - Nico Wijnen, Den Haag, voor zijn inzet voor volkshogescholen, universiteiten, en culturele integratie
- 1973 - P. Buyse, Edingen, voor zijn werk voor een goed taalgebruik, vooral bij de overheidsadministratie
- 1973 - J. Jungerman, Wezep, voor zijn hulp aan de invalide medemens
- 1973 - Nellie Kwakman, Volendam, voor de wijze waarop zij als jonge wees voor haar broertjes en zusjes zorgde
- 1973 - C.J.M. Pijnacker-Kirch, Amsterdam, voor haar belangeloze inzet voor de bejaarden in een oude Amsterdamse wijk.
- 1973 - Dr. H.G.W. van der Wielen, Bakkeveen, voor zijn werk als grondlegger van de Nederlandse volkshogescholen, en zijn verdiensten in Friesland.
- 1973 - L. Wigmore, Rotterdam, voor zijn sociale hulpverlening aan de jeugd
- 1971 - E. den Doolaard, Hoenderloo, voor haar hulp aan verlaten kinderen in Zuid-Korea.
- 1971 - N. Huisman-van Rijsoort, Gouda, voor haar inzet voor de Nederlandse Cystic Fibrosis Stichting
- 1971 - G. van der Most, arts, Ottersum, voor zijn baanbrekend werk ten bate van het zwakzinnige kind.
- 1971 - A.J.H. Verberkt, Bakel, voor doorzettingsvermogen in moeilijk e omstandigheden, en groot sociaal gevoel.
- 1971 - Zuster L. Westerveld, Rotterdam, voor buitengewone verdiensten als verpleegster
- 1970 - Jozef Deleu, Rekkem, stichter-hoofdredacteur Ons Erfdeel voor bevordering van de geestelijke volkskracht.
- 1970 - E. Dolieslager-Mens, Heemstede, voor onbaatzuchtig gezinswerk gedurende vele jaren.
- 1970 - Echtpaar Hettinga-ter Schure, Blesdijke, voor hulp aan ouderloos gezin van zes jongens.
- 1970 - E. Flipse, Rozendaal, P.W.J. de Groot, Den Haag, J. de Korte, Meliskerke, P. Oosterveld, Zeist, voor doorzettingsvermogen tijdens de Nederlandse Spitsbergen Expeditie 1968-1969.
- 1970 - E.A. Stoop, Rotterdam, voor jarenlange hulp aan de lijdende medemens
- 1970 - Tilly Talboom-Smits, Den Haag, voor de behartiging van de belangen gedurende 40 jaar van het door haar opgerichte Hofstads Jeugdorkest
- 1970 - Dr. J. Schappert-Kimmijser, Den Haag, voor haar strijd ter voorkoming van de blindheid van de medemens.
- 1969 - N.A.M. van der Heiden, Spijkenisse, en G. Vandermeulen, Hakendover, voor goed karakter en doorzettingsvermogen
- 1968 - Jules de Corte, zanger, Delft, voor zijn belangeloos optreden voor gehandicapten
- 1968 - P.J. van Eil, Chaam, voor 40 jaar dienstbaarheid voor zijn dorpsgenoten.
- 1968 - G.J. Simons, Den Haag, voor zijn stille hulp aan medemensen.
- 1968 - A. Veldkamp-van der Linden, Aalst, voor wat zij deed voor haar dorpsgenoten in Nuenen.
- 1968 - J.W.M. Govers, Reek bij Grave, voor het op 17-jarige leeftijd, na de dood van haar vader, op zich nemen van het beheer over zijn bedrijf, waardoor broertjes en zusjes konden studeren.
- 1967 - Flor Barbry, oprichter van het Frans-Vlaams Volkstoneel, Westouter, en F. Bijnens, Koksijde, voor de instandhouding van de Nederlandse cultuur in Frans-Vlaanderen.
- 1967 - W. Jacob, Gent, en F. Perdieus, Leuven, voor doorzettingsvermogen onder moeilijke omstandigheden.
- 1967 - C.J. Tilroe, Middelberg, voor zijn goede karakter
- 1967 - G.J. van der Werven-van Uitert, Apeldoorn, voor onbaatzuchtig werk ten bate van geestelijk gehandicapte medemensen.
- 1966 - R. Carpels, UItkerke bij Blankenberge, voor haar mooi karakter
- 1966 - C. Chaillet-Pieren, Den Haag, voor wat zij voor blinden deed en doet.
- 1966 - F. Groos, Rijswijk, voor zijn inzet voor invalide autorijders
- 1966 - C.L.C. Snauwaert, Kortrijk, voor zijn inzet voor doofstommen
- 1965 - F. Boomkamp, Enschede, voor getoonde hulpvaardigheid
- 1965 - Wim Decoodt, St Amandsberg bij Gent, voor doorzettingsvermogen onder moeilijke omstandigheden, en inzet voor anderen
- 1965 - H. Heitkamp, Enschede, voor doorzettingsvermogen onder moeilijke omstandigheden, en goede invloed op klasgenoten
- 1965 - S.M.H. van Hooff-van Dijck, Roptterdam, voor hulp aan debiele kinderen en hun ouders, maar ook aan kinderen uit woonwagenkampen
- 1965 - Rudolf Korver, Amsterdam, voor getoonde hulpvaardigheid
- 1965 - Pastoor G. Vandendriessche, Abeele, en René Victoor, Kapelle, beiden uit Frans-Vlaanderen, en Luc Verbeke, secretaris van het Komitee voor Frans-Vlaanderen, Waregem, voor alles wat zij deden, ondanks tegenslagen, voor het onderwijs in de Nederlands taal in Frans-Vlaanderen.
- 1964 - Doba Silbiger, Den Haag, en Hélène Wilkes, Rotterdam, voor wat zij in haar huiselijke kring deden onder moeilijke omstandigheden
- 1964 - J.W. Muller, Enschede, voor wat zij als onderwijzeres deed voor blinde kinderen
- 1964 - K. Andrea, Den Haag, voor zijn inzet om zieken en gevangenen te helpen met teken- en schilderlessen
- 1964 - A. de Bruijn, Den Haag, en M. Van Gunsteren, Wassenaar, voor haar doorzettingsvermogen iets voor anderen te zijn, vak onder moeilijke omstandigheden
- 1964 - Dr. C. Wouters, Redfern NSW, (Australië) voor inzet voor het uitdragen van de Nederlandse taal en cultuur in Australië
- 1964 - De heer en mevrouw Henderickx, St. Katelijne-Waver, voor hulp aan buitenlandse kinderen tijdens hun vakantieverblijf in België
- 1963 - J.M.F. Bloemkolk, Utrecht, M.P. Camps, Venlo, P. Kneppers, Haarlem, P. Koning, Schalkhaar, Bert Prinsen, Arnhem, Guido Roscam, Gent, M. Wagemans, Borgerhout-Antwerpen, voor de door hen getoonde wilskracht onder moeilijke omstandigheden
- 1963 - Majoor zuster A.M. Bosshardt, Amsterdam, voor haar dienstvaardigheid jegens medemensen
- 1963 - H.H. Kraan, Rotterdam, voor de bevordering van het maatschappelijk werk, en de ontwikkeling van opvoedingsinstellingen aldaar
- 1963 - Dr. A.J. Portengen, Den Haag, voor haar bevordering van het internationaal jeugdverkeer in de laatste 40 jaar
- 1963 - M. Reckman, Naarden, voor zijn voortreffelijk en veelzijdig werk, ten behoeve van zijn medemens
- 1963 - E.A.O. Reteig, AMsterdam, voor zijn inzet voor de heilgymnastiek en massage voor zuigelingen in Nederland
- 1963 - M.A.P. Saeys, Den Haag, voor haar belangeloze hulp aan lastige kinderen bij hun huiswerk
- 1963 - Dr. F.B. Venema, Enschede, voor zijn uitstekende werk als geneesheer-directeur van de Stichting Revalidatiecentrum "Overijssel" te Enschede
- 1962 - Margaretha Glänzer, Rotterdam, voor haar wilskracht onder moeilijke omstandigheden gedurende haar schooltijd
- 1962 - M. Graafstal-van der Steur, Haarlem, voor haar menslievende inzet voor verweesde en hulpbehoevende kinderen in Indonesië, als voortzetting van haar vroeger werk aldaar
- 1962 - B.N. van den Hengel, Shiraz (Iran), voor zijn wilskrachtige liefde voor gebrekkige medemensen, en het verschaffen van prothesen
- 1962 - G. de Leeuw, Enschede, voor zijn werk in het Revalidatiecentrum "Overijssel" ten behoeve van ontwikkeling en recreatie van medepatiënten
- 1962 - A. Ramakers-Huzemeyer, Haarlem, voor haar liefdewerk aan oude en eenzame mensen
- 1962 - D. Renard, Brasschaat, voor zijn dienstvaardigheid tegenover hulpbehoevenden en ouden van dagen
- 1962 - J. Renard, Brasschaat, voor zijn toewijding als scoutsleider van gebrekkige verkenners
- 1962 - L. Spelberg-Stokmans, Hilversum, voor haar liefdewerk aan zieken door haar actie "Vreugde Centrale"
- 1962 - G. Wijsmuller-Meyer, Amsterdam, voor haar inzet voor en rijdens de bezetting ten bate van duizenden Joodse kinderen
- 1962 - H.A.G. Zoete, Utrecht, voor de totstandkoming van een school voor gebrekkige kinderen aldaar
- 1961 - Prof. dr. Dirk Durrer, Amsterdam, voor zijn werk voor het cardiologisch onderzoek
- 1961 - Dr. J.Th.R. Schreuder, Hilversum, voor zijn werk in de afdeling "Revalidatie en Geriatrie" in het ziekenhuis "Zonnestraal" aldaar
- 1960 - Johan Bodegraven, Hilversum, voor zijn inzet voor de door de NCRV gevoerde caritatieve acties
- 1960 - Dr. A.F.J. Portielje, Amsterdam, voor studie en voordrachten over de dierenwereld
- 1960 - Prof. dr. ir. H. Mol, en dr. ir. Willem van der Poel voor ontwikkelen en verbeteren van een telefoontoestel voor hen die doof en blind zijn
- 1960 - Prof. dr . ir. Jacob Cornelis van Staveren, Arnhem, voor zijn werk voor de koppeling van het Nederlandse elektriciteitsnet
- 1960 - E. Strelitskie, Delft, voor het in ontwikkeling brengen van het beste in de mens
- 1960 - H. Bergman, Sassenheim, voor doorzettingsvermogen onder moeilijke omstandigheden
- 1960 - C. Batenburg, mej. J. Keyzer, L. Koning, J. Pit, J. Verbeek, allen uit Sassenheim, en H. den Butter, Abbenes, voor hun lofwaardig hulpbetoon aan en medeklasgenoot gedurende vier schooljaren.
- 1957 - J.M.J. Korpershoek, Den Haag, voor zijn strijd voor de lichamelijke opvoeding in Nederland
- 1957 - H.E. Beekenkamp, voor betoond goed gedrag, karakter en volharding onder moeilijke omstandigheden